# Prg.ai
prg.ai je česká nezisková organizace založená v roce 2019 na základě iniciativy Českého vysokého učení technického (ČVUT), Univerzity Karlovy (UK), Akademie věd ČR (AV ČR) a hlavního města Prahy. Organizace působí v oblasti výzkumu, vzdělávání a využití umělé inteligence (AI) a to ve spolupráci s akademickými, veřejnými i soukromými subjekty.
Organizace se zapojuje do mezinárodních aktivit v oblasti AI, podporuje příchod zahraničních odborníků do Prahy a informuje o českém výzkumu a firmách působících v oblasti umělé inteligence. Od roku 2023 je prg.ai hlavním spolupořadatelem akce Dny AI a AI Awards.

## Veřejný sektor
Iniciativa je členem Výboru pro umělou inteligenci pod Ministerstvem průmyslu a obchodu (MPO) a je zastoupena v Pražské inovační radě a Výboru pro digitální vzdělávání pod Radou vlády pro informační společnost. Věnuje se propojování vědeckého výzkumu s veřejnou správou a vzdělávání státních úředníků formou školení a přednášek ve spolupráci s odborníky.

### Národní strategie umělé inteligence (NAIS)
prg.ai se podílela na tvorbě aktualizované Národní strategie umělé inteligence ČR 2030 (NAIS). Angažovaností ve Výboru pro umělou inteligenci se organizace účastnila tvorby strategie se zástupci akademické a podnikatelské sféry. Jako člen Pracovní skupiny pro aktualizaci NAIS pořádala spolu s Aspen Institute CEE odborná setkání k její diskuzi.

### Česká národní AI platforma (CNAIP)
V rámci rozvoje AI ekosystému v České republice byla 25. června 2024 oficiálně představena Česká národní AI platforma (CNAIP). Platformu spoluzakládal spolek prg.ai společně s dalšími subjekty, jako jsou Svaz průmyslu a dopravy ČR, Brno.AI, CzechInvest, ICT Unie, Moravskoslezské inovační centrum (MSIC) Ostrava a Podnikatelské a inovační centrum Plzeň. Mezi aktivity CNAIP patří podpora integrace umělé inteligence v českých firmách, veřejné správě a ve vzdělávání, přičemž se zaměřuje také na prosazování legislativních změn v oblasti regulace AI. Deklarovaným cílem platformy je vytvořit prostředí podporující inovace a zároveň reflektující etické a bezpečnostní aspekty využívání AI.

## Dny AI
Dny AI jsou každoroční událostí zaměřenou na umělou inteligenci a její praktické aplikace v různých odvětvích. Zahrnují přednášky, workshopy, prezentace a doprovodné akce, které jsou zaměřeny na představení AI v souvislosti s aktuálním vývojem a technologickými trendy.
Akci poprvé uspořádala iniciativa Brno.AI v roce 2022 v Brně. V roce 2023 se rozšířila do Prahy, Ostravy a Plzně a na organizaci se podíleli prg.ai a Brno.AI ve spolupráci s Technologickou inkubací agentury CzechInvest, Moravskoslezským inovačním centrem (MSIC) Ostrava a Podnikatelským a inovačním centrem Plzeň (BIC Plzeň).
Od roku 2024 jsou Dny AI organizovány Českou národní AI platformou (CNAIP) a konají se napříč celou Českou republikou.

## AI Awards
AI Awards je „jediné odborné ocenění v oblasti umělé inteligence“ v České republice. Ceny jsou udělované od roku 2023 za projekty a přínosy v oblasti umělé inteligence v Česku. Nominační proces je otevřený a laureáty vybírá odborná porota.
| Kategorie                   | 2023 [ 19 ]                                                                                                  | 2023 [ 19 ]                                                              | 2024 [ 20 ] [ 21 ] [ 22 ]                      | 2024 [ 20 ] [ 21 ] [ 22 ]                  |
| Kategorie                   | Finalisté | Výherci                                                                  | Finalisté                                      | Výherci                                    |
| AI a společenský přínos     | Speechtech, Verifee Research Collective                                                                      | Projekt DOAZARC katedry kybernetiky Fakulty aplikovaných věd ZČU v Plzni | Elin.ai, TrollWall AI                          | Verifee Research Collective                |
| AI ve vzdělávání            | Aignos, Smíchovská průmyslová střední škola AI Lab                                                           | AI Dětem                                                                 | Aignos, Generace AI                            | ScioBot                                    |
| AI ve výzkumu a vývoji      | Stanislav Fort, Tým vědců z Laboratoře datových věd Fakulty informačních technologií ČVUT a firmy Meteopress | Josef Šivic                                                              | Lukáš Burget                                   | Ondřej Dušek                               |
| AI ve veřejné správě        | ČEPS AI tým, Správa informačních technologií města Plzně                                                     | JALUD Embedded                                                           | Born Digital, Tým z Čepro, ČVUT & Blindspot AI | Konverzační asistent Adéla (MAMA TELMA AI) |
| AI v podnikání              | EquiLibre Technologies, MAMA AI                                                                              | Resistant AI                                                             | DeepMed Chem, Rossum                           | Fly4Future                                 |
| Speciální cena organizátorů | - | Carebot                                                                  | -                                              | -                                          |
| Cena za dlouhodobý přínos   | - | -                                                                        | -                                              | Tomáš Mikolov                              |

## Vzdělávací projekty

### Elements of AI
Jedním z projektů je kurz Elements of AI, který vytvořila společností MinnaLearn s Helsinskou univerzitou. prg.ai od roku 2021 spravuje jeho českou verzi. Kurz je veřejně dostupný a nevyžaduje předchozí znalosti matematiky nebo programování.
Studujícím v češtině je k dispozici série doprovodných videí, která vytvořila prg.ai společně s neziskovou vzdělávací organizací Czechitas a Fakultou informačních technologií ČVUT (FIT ČVUT). Šesti kapitolami kurzu provází výzkumnice Jindřiška Deckerová z Centra umělé inteligence Fakulty elektrotechnické ČVUT (AIC FEL ČVUT) a Sara Polak z FIT ČVUT.
V Česku se do kurzu zapsalo už přes 13 tisíc lidí, celosvětově pak kurz, současně s pátým výročím fungování, překročil hranici milionu registrovaných uživatelů (květen 2023).

### prg.ai Minor
Meziuniverzitní program prg.ai Minor, zahájený v roce 2019, je výsledkem spolupráce mezi Fakultou elektrotechnickou ČVUT (FEL ČVUT), Fakultou informačních technologií ČVUT (FIT ČVUT), Matematicko-fyzikální fakultou Univerzity Karlovy (MFF UK) a Fakultou sociálních věd (FSV UK) za podpory hlavního města Praha. Program nabízí studentům možnost rozšířit technické znalosti, porozumět etickým a bezpečnostním aspektům AI a navázat kontakt s odborníky z akademické a aplikační sféry.
Iniciativa prg.ai každoročně otevírá novou kohortu programu s omezenou kapacitou a studenty ve výběrovém řízení vybírají garanti příslušných fakult. Za absolvování kurzu obdrží studenti certifikát, jehož předání probíhá za účasti zástupců univerzit a města Prahy.

### prg.ai Master
V roce 2025 byl spuštěn akreditovaný magisterský obor prg.ai Master na Fakultě elektrotechnické ČVUT. Třísemestrální program je vyučován v angličtině a zaměřuje se na pokročilé metody v oblasti umělé inteligence, včetně strojového učení, počítačového vidění, zpracování přirozeného jazyka a etických aspektů AI.

## Výzkumná činnost

### Umělá inteligence a lidská práva
prg.ai je aplikačním garantem výzkumného projektu Umělá inteligence a lidská práva, který je realizován ve spolupráci s Technologickou agenturou ČR (TA ČR), Vysokou školou Ambis, ČVUT a Masarykovou univerzitou. Projekt je zaměřený na regulace, rizika a příležitosti AI v lidskoprávní oblasti a byl realizován v letech 2021–2023. Výsledkem první fáze výzkumu byla závěrečná zpráva navrhující nápravu rizik porušení lidských práv AI technologiemi na třech úrovních – regulační, technické a osvětové.

### Velká data 4 AI
Cílem druhého projektu podpořeného TA ČR, Velká data 4 AI, který probíhal v letech 2021–2023, bylo posílení rozvoje umělé inteligence v českém průmyslu prostřednictvím optimalizace práce s velkými daty. Projekt se zaměřil na odstranění překážek bránících efektivnímu využívání AI ve firmách. Výsledkem projektu bylo vypracování konkrétních metodik a doporučení, které mají firmám umožnit lépe pracovat s daty v souladu s legislativními požadavky. Projekt tím podpořil rozvoj schopností českých firem v AI a implementaci cílů uvedených v Národní strategii umělé inteligence ČR.

### Mapování pražské i firemní scény
Spolek na jaře 2022 publikoval studii s názvem Mapování pražské firemní scény. Studie poskytla přehled o stavu pražského AI ekosystému, zahrnující informace o 130 firmách, které se zabývají vývojem a aplikací umělé inteligence.